# Пердойнс
Пердойнс (порт. Perdões) — муниципалитет в Бразилии, входит в штат Минас-Жерайс. Составная часть мезорегиона Запад штата Минас-Жерайс. Входит в экономико-статистический микрорегион Кампу-Белу. Население составляет 20 536 человек на 2006 год. Занимает площадь 276,978 км². Плотность населения — 74,1 чел./км².

## Статистика
- Валовой внутренний продукт на 2003 год составляет 98 933 250,00 реалов (данные: Бразильский институт географии и статистики).
- Валовой внутренний продукт на душу населения на 2003 год составляет 5019,19 реалов (данные: Бразильский институт географии и статистики).
- Индекс развития человеческого потенциала на 2000 год составляет 0,784 (данные: Программа развития ООН).